# Klucz tumski
Klucz tumski – zespół dóbr kościelnych w dawnym województwie łęczyckim, których właścicielem było arcybiskupstwo gnieźnieńskie. 
Klucz tumski wydzielił się około połowy XVII w. z większego zespołu dóbr kościelnych - klucza piątkowskiego. W skład klucza tumskiego wchodziły następujące osady: Dobrogosty, Krzepocin (województwo łódzkie), Mrożewice, Parądzice, Podgórzyce, Tum, Solca Wielka oraz folwark Tkaczew. 
Klucz tumski uległ rozwiązaniu najprawdopodobniej w momencie sekularyzacji dóbr arcybiskupich, którą przeprowadziło w 1796 r. państwo pruskie.